# Louna Ribadeira
Louna Ribadeira, née le 18 août 2004 à Villeneuve-Saint-Georges, est une footballeuse française. Elle évolue actuellement au poste d'attaquante à  Chelsea FC.

## Biographie

### En club
Louna Ribadeira commence le football au Sport Yerres Benfica, à Yerres dans l’Essonne avant de rejoindre le Paris FC, son premier club féminin, et celui dans lequel elle disputera ses premiers matchs professionnels.
Lors de la saison 2021-2022, elle dispute son premier match de D1 et inscrit son premier but face à Guingamp dès la première journée, le 28 août 2021. C'est la plus jeune buteuse de cette saison de championnat. Elle est nommée parmi les meilleures espoirs aux trophées UNFP 2022. Elle signe son premier contrat professionnel à la fin de la saison.
Le 6 septembre 2023, elle entre en jeu face au Kryvbass lors du premier tour préliminaire de Ligue des champions et est à l'origine du quatrième but parisien.
Le 21 août 2024, est annoncé son transfert définitif au Chelsea FC, elle reste cependant en prêt dans le club parisien jusqu’en juin 2025.

### En sélection
Avec l'équipe de France des moins de 19 ans, Louna Ribadeira participe à l'Euro 2022, où elle est éliminée par la Norvège en demi-finale. L'année suivante, à l'Euro 2023, elle inscrit un doublé en demi-finale face à l'Allemagne, mais les Bleuettes s'inclinent finalement 3-2. Elle termine malgré tout meilleure buteuse avec 4 réalisations et est élue meilleure joueuse du tournoi.
Le 22 mai 2024, Louna Ribadeira est convoquée pour la première fois en équipe de France A, afin de disputer deux matchs contre l’Angleterre. Elle connaîtra sa première sélection lors du premier match, le 31 mai 2024 (victoire 1-2 à Newcastle.
Le 5 juillet 2024, elle quitte la sélection pour cause de blessure et déclare forfait pour les Jeux Olympiques de Paris 2024.

## Distinctions individuelles
- Meilleure joueuse et meilleure buteuse du Championnat d'Europe féminin de football des moins de 19 ans 2023[9]
- Meilleur espoir du Championnat de France 2023-2024 aux Trophées UNFP du football 2024[12]